# 周培源

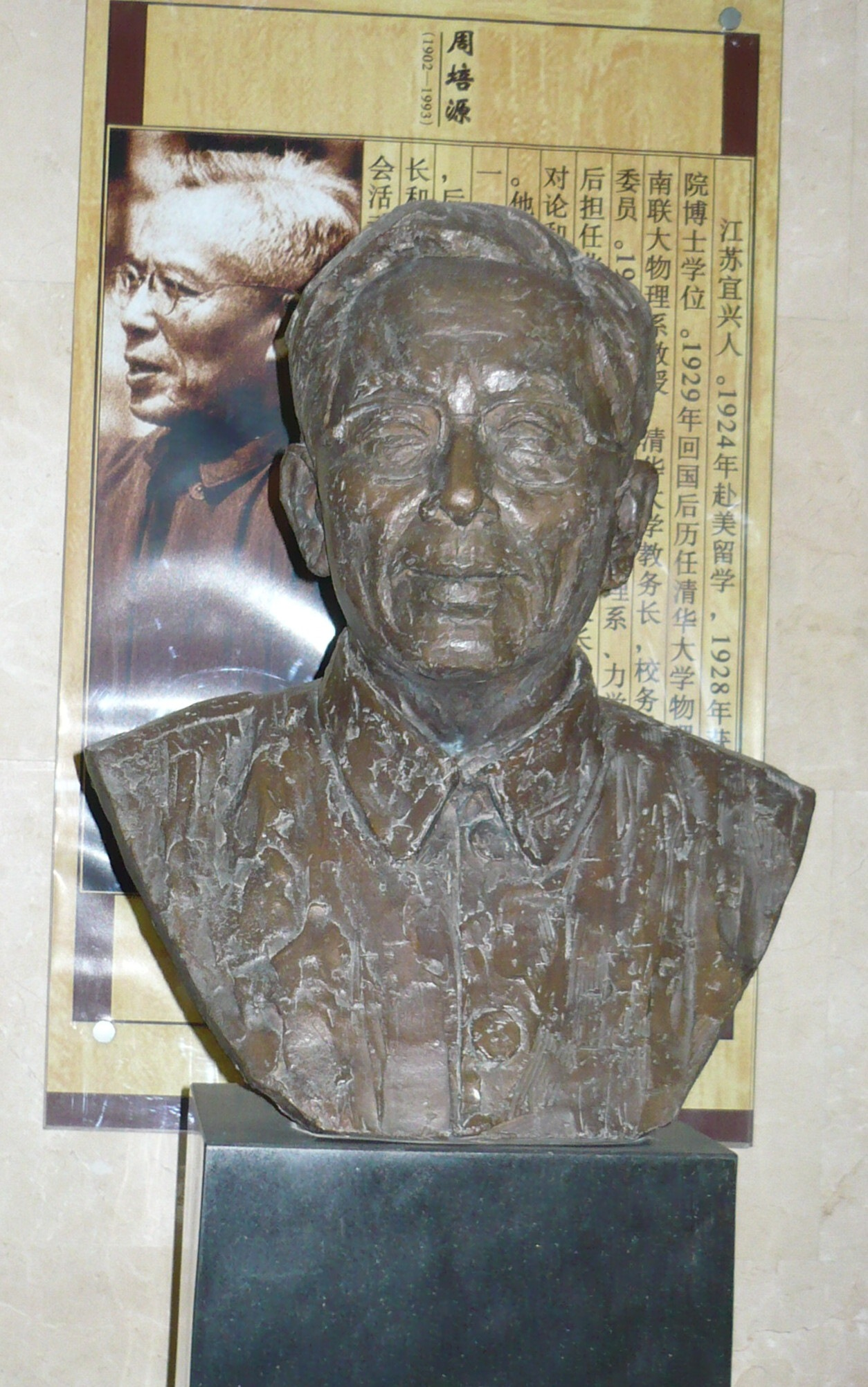
北京大学物理学科にあるブロンズ胸像

周培源（しゅう ばいげん、1902年8月28日 - 1993年11月24日）は中国の理論物理学者。北京大学の学長や中国科学院の学士を務めた。
江蘇省宜興市出身。1924年に清華大学を卒業した。その後、アメリカへ行きシカゴ大学で1926年春に学士を、同年末に修士を取得した。1928年にはカリフォルニア工科大学でエリック・テンプル・ベル指導の下、論文The Gravitational Field of a Body with Rotational Symmetry in Einstein's Theory of Gravitationで博士号を取得した。1936年、プリンストン高等研究所でアインシュタインの下で一般相対性理論を学んだ。ドイツのライプツィヒ大学とチューリッヒ工科大学で量子力学のポスドク研究を行った。北京大学で物理学教授を務め、後に学長も務めた。1955年に中国科学院の創設メンバーに選ばれた。
清華大学の周培源センターは彼にちなむ。2003年に銅像が北京大学のキャンパスで公開された。